# Dawid Kownacki
Dawid Igor Kownacki ([david   kɔvnat͡ski]; n. 14 martie 1997) este un fotbalist polonez care joacă pe postul de atacant pentru clubul Fortuna Düsseldorf din Bundesliga, fiind împrumutat de la Sampdoria, și pentru echipa națională a Poloniei.

## Primii ani
Și-a început cariera la echipa locală GKP Gorzów Wielkopolski. El avea să declare că „La 16 ani, oamenii mă numeau „noul Lewandowski” și mi-era greu să nu mă pierd, dar mi-am schimbat atitudinea, am crescut și acum nu mai pun la inimă toate răutățile pe care le spun oamenii. Desigur, am încă vise mari ".

## Cariera pe echipe

### Sampdoria
La 11 iulie 2017, Kownacki a semnat un contract pe cinci ani cu echipa italiană Sampdoria.
În noiembrie, el a marcat o dublă și a dat o pasă de gol în meciul câștigat de Sampdoria cu 4-1 în Coppa Italia împotriva lui Delfino Pescara.

### Fortuna Düsseldorf
La 31 ianuarie 2019, Kownacki a semnat cu clubul german Fortuna Düsseldorf din Bundesliga  fiind împrumutat cu o opțiune de cumpărare.

## La națională
Kownacki a fost pentru prima dată convocat la echipa mare a Poloniei pentru meciurile împotriva Georgiei și Greciei în iunie 2015. Kownacki a reprezentat Polonia la categoriile de vârstă sub 16, sub 17, sub 19 și sub 21 de ani, strângând 33 de selecții și marcând 25 de goluri.
În luna mai a anului 2018 a fost inclus de selecționerul Poloniei, Adam Nawałka, în lotul lărgit format din 35 de jucători, în vederea participării la Campionatul Mondial din 2018 din Rusia. El nu a făcut parte din lotul final de 23 de jucători.